# Sonic the Hedgehog (IDW Publishing)
Pour les articles homonymes, voir Sonic the Hedgehog (homonymie).
Sonic the Hedgehog est une série de bande dessinée publiée par IDW Publishing, basée sur la licence de jeux vidéo Sonic. Elle succède à Sonic the Hedgehog (Archie Comics) et Sonic the Comic comme bande dessinée officielle de la série. La série a été annoncée en juillet 2017, deux jours après l'annonce de la fin du contrat entre Archie Comics et SEGA. Le scénariste Ian Flynn a été confirmé pour l'écriture de cette bande dessinée le 8 octobre 2017. Il est rejoint depuis le numéro 33 par la scénariste et dessinatrice Evan Stanley, et les deux depuis écrivent chacun des arcs avec les personnages.
La publication de la bande dessinée a commencé le 4 avril, au rythme d'un numéro par semaine pendant tout le mois d'avril, avant de passer à un rythme mensuel le mois suivant.

## Historique
La série se déroule dans sa propre continuité séparée de celles des bandes-dessinées précédentes, inspirée par celle des jeux et des événements proches de ceux-ci.
Les personnages provenant du dessin animé Sonic et Sally n'apparaitront pas la première année, et les personnages créés par le scénariste Ian Flynn pour la seconde continuité de la bande dessinée publiée par Archie n'apparaitront pas.
Le premier arc est la suite du jeu-vidéo Sonic Forces. La guerre entre la Résistance et le Docteur Eggman a beau être terminée, le travail de Sonic n'est pas fini puisque des robots attaquent toujours des villages à travers le monde. Pour les sauver, Sonic va avoir besoin de l'aide de ses amis Tails (personnage), Amy Rose et Knuckles, ainsi que de nouveaux alliés tels que Tangle.
Le deuxième arc a été publié du numéro 13 au 32. Le Docteur Eggman a mis au point un virus qui, au moindre contact, transforme les objets en métal et les êtres vivants, qu’il s’agisse d’animaux ou d’habitants, en zombies métalliques.